# Čovići
Čovići je naselje u Hrvatskoj, u Ličko-senjskoj županiji.

## Zemljopis
U sastavu je grada Otočca.
Čovići su smješteni na desnoj obali rijeke Gacke uz cestu Otočac – Gospić. U Čovićima postoji zaselak Mali Zagreb.

## Povijest
Bilo je naseljeno još u vrijeme Japoda. Iznad samog sela nalazi se japodska gradina Katun. Iz razdoblja rimske vladavine sačuvana su dva vrijedna svetišta boga Mitre koji ubija bika 2-3 st.

## Stanovništvo
- 2011. – 560
- 2001. – 701
- 1991. – 922 (Hrvati – 911, Srbi – 3, ostali – 8)
- 1981. – 861 (Hrvati – 833, Srbi – 11, Jugoslaveni – 9, ostali – 8)
- 1971. – 939 (Hrvati – 930, Jugoslaveni – 4, Srbi – 2, ostali – 3)

| broj stanovnika | 864   | 1319  | 1354  | 1453  | 1538  | 1534  | 1575  | 1509  | 1232  | 1145  | 1005  | 939   | 861   | 922   | 701   | 560   | 520   |
|                 | 1857. | 1869. | 1880. | 1890. | 1900. | 1910. | 1921. | 1931. | 1948. | 1953. | 1961. | 1971. | 1981. | 1991. | 2001. | 2011. | 2021. |

## Poznate osobe
- Tihomir Orešković –  Mandatara za sastav Vlade Republike Hrvatske, te je hrvatski i kanadski poduzetnik. Iako je rođen u Zagrebu, ali mu je porijeklo iz Čovića.
- Mate Ostović – umirovljeni general OSRH-a. Nekadašnji zapovjednik Zapovjedništva za potporu te zapovjednik Hrvatske kopnene vojske.